# ذا غيم

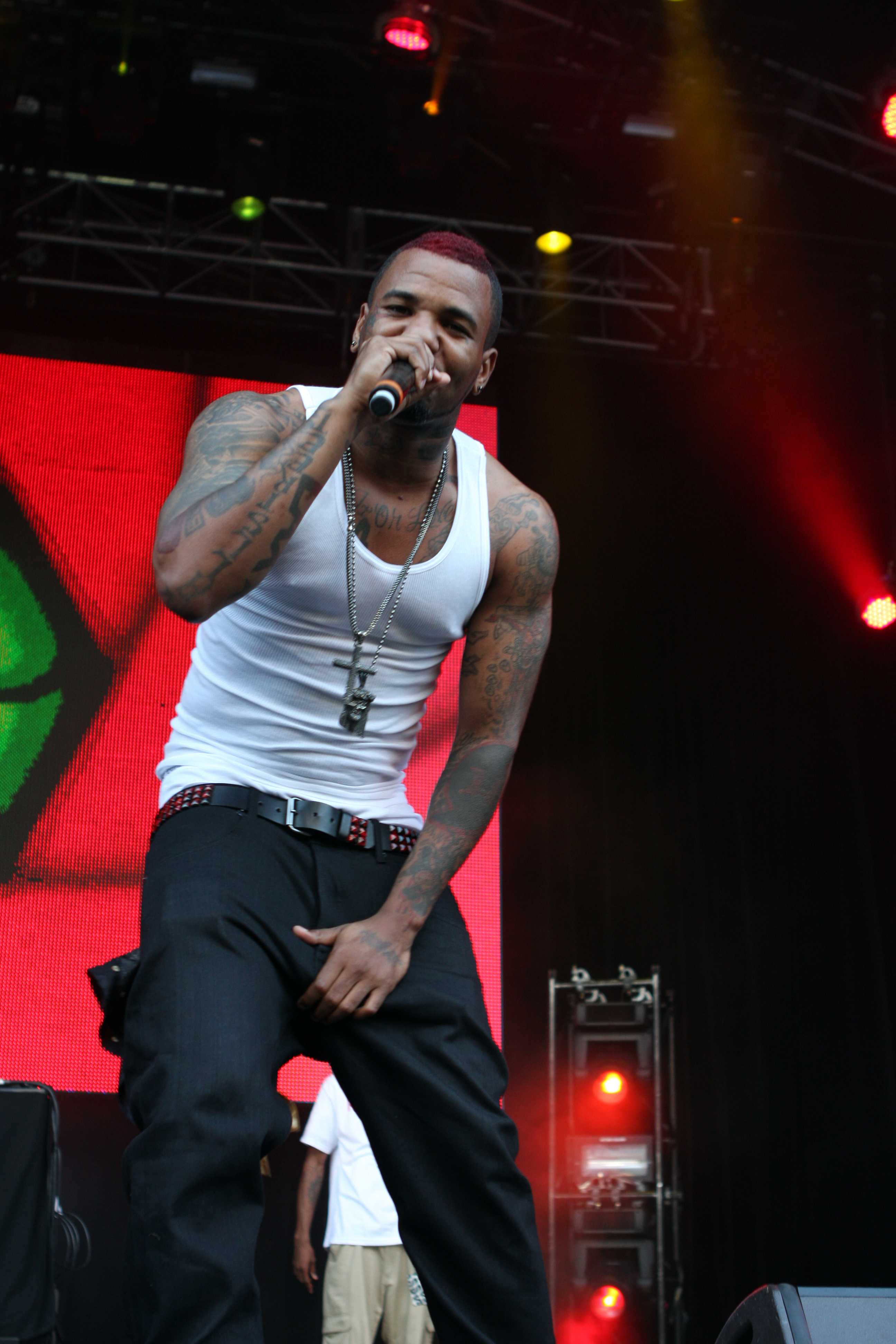

جايسون تيريل تايلور (بالإنجليزية: The Game) (ولد 29 نوفمبر 1979)، المعروف باسمه ذا غيم، هو مغني راب وممثل. عرف ذا غيم بأنه أحد أبرز مغني الراب في الساحل الغربي، وكونه واحد من اكتشافات دكتور دري. ولد في كومبتون، كاليفورنيا، وأصدر أول شريط في مسيرته بعنوان «يو نو وات إت إز» في عام 2002، بعد توقيعه صفقة قياسية مع تسجيلات أفترماث إنترتينمت. صعد إلى الشهرة في عام 2005 مع نجاح ألبومه الأول ذا دكمنتري (الوثائقي) عام 2005، وحصل على نجاح عالي بعد ألبومه الثاني دكتر أدفكت (محامي الطبيب) في 2006. اعتمد ألبومه الأول بشهادة البلاتنيوم من قبل رابطة صناعة التسجيلات الأمريكية في مارس 2005.

## ألبوماته
- Untold Story - 2004
- The Documentary - 2005
- West Coast Resurrection - 2005
- Untold Story, Vol. 2 - 2005
- Dr.'s Advocate - 2006
- 2008 - L.A.X
- 2011 - The R.E.D Album

## روابط خارجية
- ذا غيم على موقع IMDb (الإنجليزية)
- ذا غيم على موقع ألو سيني (الفرنسية)
- ذا غيم على موقع ميوزك برينز (الإنجليزية)
- ذا غيم على موقع رولينغ ستون (الإنجليزية)
- ذا غيم على موقع أول موفي (الإنجليزية)
- ذا غيم على موقع قاعدة بيانات الأفلام السويدية (السويدية)
- ذا غيم على موقع إن إن دي بي (الإنجليزية)
- ذا غيم على موقع أول ميوزيك (الإنجليزية)
- ذا غيم على موقع ديسكوغز (الإنجليزية)
- ذا غيم على موقع قاعدة بيانات الفيلم (الإنجليزية)